# パチスロ一騎当千 Dragon Destiny
『パチスロ一騎当千 Dragon Destiny』（パチスロいっきとうせん ドラゴンデスティニー）は、2008年5月にタイヨーから発売されたパチスロ機（5号機）。
塩崎雄二による日本の漫画およびそれを原作としたアニメ作品の『一騎当千』を基にしたタイアップ機。機種名にもあるように、液晶演出はアニメの第二期・『一騎当千 Dragon Destiny』をベースにしている。
ART主体の『一騎当千』、ボーナス主体の『一騎当千A』の異なるスペックの2機種が同時発売された。
なお、原作ではバトルストーリーだが、本機種にはバトル演出が一切ない。

## 概要
ビッグボーナスとレギュラーボーナスの2種類のボーナスと、最大80%（一騎当千Aは85%）継続するチャンスゾーン (CZ) ・「挑戦!!関羽雲長 千人斬り!!」とアシストリプレイタイム (ART) ・「関羽雲長 千人斬り!!」が搭載されている。
ビッグボーナスは赤7揃い・青7揃い・紫7揃いの3種類で352枚を超える払出枚数で終了。獲得枚数は約238枚（一騎当千Aは約300枚）。
レギュラーボーナスは赤赤紫・青青紫の2種類で127枚を超える払出枚数で終了。獲得枚数は約90枚（一騎当千Aは約100枚）。

### 挑戦!!関羽雲長 千人斬り!!
チャンスゾーン (CZ)。ボーナス後、もしくは通常ゲーム1000G消化後に突入する。
リプレイを引くと7G、スイカで77GのART・「関羽雲長 千人斬り!!」へと突入する。
なお、スイカ成立時にはスイカのナビが発生する。これを取りこぼした場合はARTに突入しない。
ベルを引くか、もしくはボーナス成立で終了となる。
ここでボーナスが成立すると必ず「桃園の誓い」演出が発生する。

### 関羽雲長 千人斬り!!
アシストリプレイタイム (ART)。CZで特定小役の抽選によって突入する。小役と押し順をナビする。
CZの突入契機小役によって継続ゲーム数が異なり、規定ゲーム数終了、もしくはボーナス成立で終了となる。終了すると再びCZへと移行する。
突入率は85%（一騎当千Aは80%）。純増枚数は約1.0枚/G（一騎当千Aは約0.3枚/G）。
押し順ナビ発生時はベルorリプレイ確定。押し順を無視しても揃うが、ナビを無視すると液晶画面の○人斬りの数字は増えない。1000人斬りまでいくと関羽のプレミア画像が見られる。ただし、1,000人斬りを達成する確率は恐ろしく低いとのこと。
赤チェリー・青チェリー・スイカ・1枚役成立時はナビとともに張飛か孔明が登場し、このときのセリフの有無や、セリフの内容により期待度が変わる。ナビなしで張飛か孔明がでてくると激アツで、次ゲームにボーナス確定の場合はボーナスの単独当選も確定する。

## ボーナス確率
※メーカー発表の、全ボーナスの合成確率。
| 設定 | 一騎当千 | 一騎当千A |
| ---- | -------- | --------- |
| 1    | 1/197.4  | 1/197.4   |
| 2    | 1/191    | 1/190     |
| 3    | 1/184.1  | 1/184.1   |
| 4    | 1/172.5  | 1/167.2   |
| 5    | 1/162.2  | 1/162.2   |
| 6    | 1/153.1  | 1/153.1   |

## 小役確率
※解析値。
リプレイ（一騎当千、一騎当千A共通）　
全設定共通　1/7.3
ベル合算
一騎当千
設定1 - 1/8.2
設定2 - 1/8.1
設定3 - 1/7.9
設定4 - 1/7.8
設定5 - 1/7.7
設定6 - 1/7.6
一騎当千A
設定1 - 1/7.1
設定2 - 1/7.0
設定3 - 1/6.9
設定4 - 1/6.8
設定5 - 1/6.7
設定6 - 1/6.5
ベル
一騎当千
設定1 - 1/8.5
設定2 - 1/8.4
設定3 - 1/8.3
設定4 - 1/8.2
設定5 - 1/8.1
設定6 - 1/8.0
一騎当千A
設定1 - 1/7.3
設定2 - 1/7.2
設定3 - 1/7.1
設定4 - 1/7.1
設定5 - 1/7.0
設定6 - 1/6.8
スベリベル（一騎当千、一騎当千A共通）
設定1 - 1/218
設定2 - 1/202
設定3 - 1/187
設定4 - 1/175
設定5 - 1/164
設定6 - 1/154
赤チェリー（一騎当千、一騎当千A共通）
全設定共通　1/100
青チェリー（一騎当千、一騎当千A共通）
全設定共通　1/655
スイカ（一騎当千、一騎当千A共通）
全設定共通　1/328
1枚役（一騎当千、一騎当千A共通）
全設定共通　1/128

## 同時当選確率
※解析値。
設定差は一切なし。
赤チェリー（一騎当千、一騎当千A共通）
全設定共通 5.8%
青チェリー（一騎当千、一騎当千A共通）
全設定共通 50%
スイカ（一騎当千、一騎当千A共通）
全設定共通 25%
1枚役
一騎当千
全設定共通 17.6%
一騎当千A
全設定共通 14.7%

## 単独当選確率
※解析値。
各BIG合算
一騎当千
設定1 - 1/3641
設定2 - 1/2730
設定3 - 1/2184
設定4 - 1/1560
設定5 - 1/1213
設定6 - 1/993
一騎当千A
設定1 - 1/2427
設定2 - 1/1986
設定3 - 1/1680
設定4 - 1/1149
設定5 - 1/1040
設定6 - 1/873
各REG合算
一騎当千
設定1 - 1/762
設定2 - 1/712
設定3 - 1/668
設定4 - 1/596
設定5 - 1/537
設定6 - 1/489
一騎当千A
設定1 - 1/712
設定2 - 1/668
設定3 - 1/630
設定4 - 1/537
設定5 - 1/512
設定6 - 1/468

## 登場人物
劉備玄徳（りゅうび げんとく）
声：真堂圭
主に学園ステージに登場する。
関羽雲長（かんう うんちょう）
声：生天目仁美
主に「関羽雲長 千人斬り!!」に登場する。
張飛益徳（ちょうひ えきとく）
声：茅原実里
主に学園ステージに登場する。連続演出「天地を喰らう!!」にも登場。またART中にカットインすることもある。
余談だが｢天地を喰らう｣の演出時、食べる前のシーンでは靴下を履いていたのに失敗した時には裸足になっているというミスがある。
趙雲子龍（ちょううん しりゅう）
声：浅川悠
連続演出で登場する。演武が成功したらボーナス確定である。
諸葛亮孔明（しょかつりょう こうめい）
声：門脇舞以
主に桃源院ステージに登場する。また、ART中にカットインすることもある。
孫策伯符（そんさく はくふ）
声：浅野真澄
原作の主人公。主にプールステージに登場する。
呂蒙子明（りょもう しめい）
声：甲斐田裕子
稀にプールステージに登場する。
周瑜公瑾（しゅうゆ こうきん）
声：日野聡
連続演出「絶体絶命!!湯煙慕情編!?」で登場する。湯煙の向こうに孫策がいればボーナス確定である。
呉栄（ごえい）
声：井上喜久子
孫策ママ。原作ではエロくないのにスロットではサービスしまくり。主にカットインしての小役ナビで登場する。
曹操孟徳（そうそう もうとく）
声：赤城進
覚醒演出で登場する。
夏侯淵妙才（かこうえん みょうさい）
声：喜多村英梨
連続演出で登場する。岩を砕くことに成功すればボーナス確定である。
賈詡文和（かく ぶんわ）
声：河原木志穂
主にカットインしての小役ナビで登場する。
典韋（てんい）
声：高橋美佳子
連続演出で登場する。ボーナス絵柄を射抜けばボーナス確定である。